# Yan Xishan
Yan Xishan (en chino tradicional, 閻錫山; en chino simplificado, 阎锡山; pinyin, Yan Xishan; Wade-Giles, Yen Hsi-shan) (8 de octubre de 1883 -22 de julio de 1960) fue un caudillo militar chino que sirvió en el gobierno de la República de China. Fue famoso como el cacique militar de la provincia de Shanxi, que controló durante los primeros años de la república.

## Primeros años de la República
Yan recibió su formación militar primero en China y más tarde en la Academia del Ejército Imperial Japonés. En Japón se convirtió en miembro de la Alianza Revolucionaria de Sun Yat-sen (en chino, Tongmenghui) y después de la Revolución de Xinhai de 1911 tomó el poder en la provincia de Shanxi. Aunque era miembro del Ejército de Beiyang y seguidor de Duan Qirui evitó la violencia política del momento mediante la aplicación de una política de neutralidad en Shanxi, que libró a su provincia de las guerras civiles. El que la capital provincial, Taiyuan, fuese la ubicación del único arsenal de China que podía fabricar artillería de campaña, también ayudó a asegurar su neutralidad y consolidar su dominio sobre la provincia.

## La Expedición al Norte
Esta política de neutralidad terminó cuando se unió a la Expedición del Norte del Guomindang. Al comienzo Yan se unió a la alianza de caudillos del norte opuestos al asalto del Guomindang, ingresando en el nuevo Ejército de Pacificación de Zhang Zuolin (1 de diciembre de 1926).
Una vez que quedó claro que triunfarían las tropas de Jiang Jieshi, y que Zhang ordenó la retirada hacia Zhili y Shandong de su ejército (28 de mayo de 1927), Yan cambió de bando el 5 de junio de 1927. Antes había rechazado una alianza con Wu Peifu, que trataba de aplastar al Guominjun, aliado para entonces con el Guomindang.
Aunque Yan era conocido como el "Gobernador modelo" por su política ilustrada fue, sin embargo, un dictador militar. En 1926, juró lealtad al nuevo gobierno de Jiang Jieshi (Wade-Giles, Chiang Kai-shek). Participó en la segunda campaña de la Expedición al Norte del Guomindang como comandante del III Ejército, formado por sus tropas, junto con Feng Yuxiang (al mando del II), Li Zongren (IV) y el propio Jiang (I Ejército). Tras la derrota y muerte de su adversario principal para entonces, Zhang Zuolin y la captura de la capital en junio de 1928, los cuatro comandantes se reunieron en las afueras de la misma para tratar el espinoso tema de la reorganización militar de las tropas del país.

## Diferencias con Jiang Jieshi

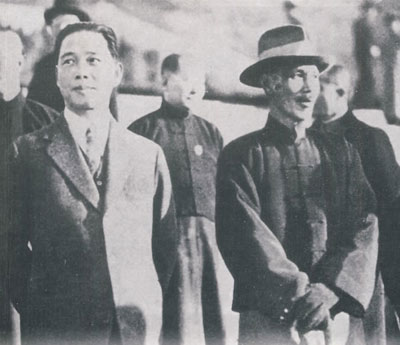
Wang Jingwei, izquierda, junto a Jiang Jieshi. Yan se alió con el primero contra el segundo a finales de 1929 y, junto con Feng Yuxiang, participó en la Guerra de las Planicies Centrales contra Jiang, siendo derrotado por este con la ayuda de Zhang Xueliang. Su relación con Jiang fue complicada.

En febrero de 1930 se unió a Feng Yuxiang y Wang Jingwei en su intento de derrocar al gobierno de Jiang, establecer un partido y un gobierno paralelos en el norte. Se estableció en efecto un gobierno en Pekín con Yan al frente y una organización del Guomindang rival de la de Nankín, encabezada por Wang.
Durante la Guerra de las Planicies Centrales, la coalición contra Jiang fue derrotada cuando Zhang Xueliang decidió respaldar a este en septiembre de 1930. El Guomindang animó a los musulmanes y mongoles a derrocar a los dos caudillos, Yan y Feng. Los restos de la coalición se refugiaron temporalmente en la provincia de Yan antes de dispersarse en noviembre.
Yan se vio obligado a huir de Shanxi a Dalian después de su derrota pero, después de un breve retiro en la década de 1930, regresó al poder en Shanxi y llevó a cabo reformas sociales y militares para contrarrestar la propagación del comunismo en la provincia. El éxito de Yan para contener la propagación del comunismo se debió en gran parte a su adopción de muchas de las políticas preconizadas por los comunistas, dirigidas a los problemas del régimen nacionalista. En virtud del acuerdo alcanzado entre Yan Xishan y el dirigente comunista provincial Bo Yibo, que contaba con la aprobación de Mao Zedong, Yan autorizó a los comunistas de Shanxi a poner en práctica muchas de las reformas dentro de su régimen. Debido a estas, el resentimiento popular contra su régimen disminuyó. Por otro lado, la relación de Yan con Jiang Jieshi se continuó siendo complicada.
Durante la primera mitad de la década de 1930 llevó a cabo, como el resto de los principales caudillos militares del norte de China, contactos con los japoneses, que iban aumentando su control territorial en la zona y, al igual que estos, no deseaban el aumento del poder de Jiang Jieshi en la región. Japón desarrolló una política de fomento de la autonomía de los territorios frente al gobierno de Jiang para debilitar a este que no tuvo mucho éxito hasta finales de 1935, cuando empezó a preocupar al gobierno nacionalista. En octubre de ese año Jiang se trasladó a Taiyuan para ofrecer a Yan la presidencia de la Junta de Asuntos políticos, el control de las finanzas y la diplomacia del gobierno y apoyo financiero a cambio del compromiso de Yan de unificar a los caudillos militares del norte y lograr su respaldo para Jiang. Yan, con dificultades financieras, aceptó el ofrecimiento de Jiang.
En febrero de 1936 sus tropas sufrieron una gran derrota a manos de los soldados comunistas que invadieron la provincia. Hubo de pedir ayuda a Jiang Jieshi, quien le respaldó permitiendo rechazar la invasión de los comunistas en mayo.

## La invasión japonesa
Al comienzo de la segunda guerra sino-japonesa con Japón en 1937 Yan mantuvo, como su conmilitón de la provincia de Shandong, la neutralidad entre los dos bandos. Más tarde la mayoría de las regiones de Shanxi fueron invadidas rápidamente por los japoneses, pero Yan se negó a huir de la provincia y, después de perder la capital provincial, Taiyuan, trasladó su cuartel general a la remota esquina de la provincia, y resistió eficazmente los intentos de Japón para apoderarse por completo de la misma. Durante la guerra los japoneses hicieron no menos de cinco intentos de negociar condiciones de paz con Yan, tratando de convertirle en un segundo Wang Jingwei, pero aquel se negó y mantuvo su oposición a los japoneses. En 1936, Yan apoyó a Zhang Xueliang en su secuestro de Jiang Jieshi durante el llamado incidente de Xi'an, con el fin de forzar la colaboración comunista-nacionalista contra los japoneses.

## La guerra civil

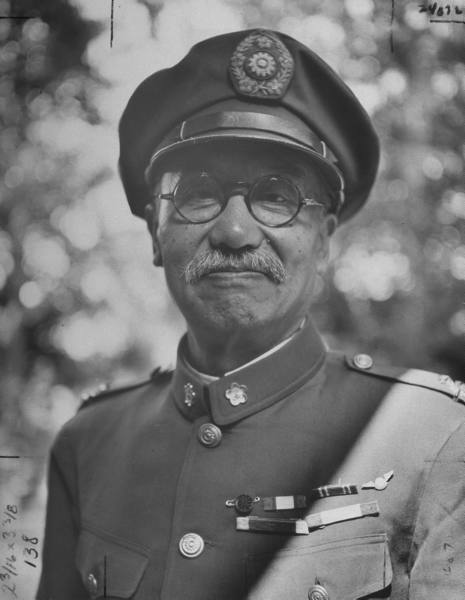
Yan Xishan en 1947

### Ataque a los comunistas
Después de la Segunda Guerra Mundial, sus tropas (incluyendo decenas de miles de antiguos soldados japoneses), resistieron contra los comunistas durante la guerra civil china y trataron de eliminarlos de Shanxi con el lanzamiento de una de las primeras campañas de los nacionalistas en la posguerra contra aquellos, con la autorización de Jiang Jieshi. Para consternación del Guomindang, Yan Xishan y sus comandantes demostraron ser inferiores a sus adversarios comunistas Liu Bocheng y Deng Xiaoping, perdiendo 13 divisiones de sus mejores tropas (aun contando con absoluta superioridad numérica y técnica), más de 35 000 hombres en menos de un mes, durante la Campaña de Shangdang. El fracaso de Yan reforzó la posición de Mao en las negociaciones de paz de Chongqing y ayudó a los comunistas a lograr mejores condiciones para sí mismos a la vez que se ganaban la simpatía de la población en general.
Una de las principales razones de la derrota de Yan fue la pérdida de apoyo popular. Yan Xishan había considerado las reformas que los comunistas le habían ayudado a poner en práctica durante la segunda guerra sino-japonesa sólo como medidas de emergencia para sobrevivir a la presión japonesa. Cuando japoneses se retiraron Yan intentó suprimir estas reformas que le habían otorgado gran apoyo popular, como la reducción de impuestos y rentas de los campesinos arrendatarios y de los propietarios de pequeñas empresas. Por lo tanto, el régimen de Yan en la posguerra perdió el apoyo popular que había disfrutado durante la contienda, llevando así a la población en general a respaldar al bando comunista.

### Segunda y tercera oleadas contra los comunistas
A pesar de todas las derrotas, Yan Xishan rechazó la ayuda de Jiang Jieshi por temor a que Jiang aprovechase la oportunidad de tomar su territorio. Como resultado en las siguientes campañas en contra de los comunistas Yan y sus comandantes una vez más fueron estrepitosamente derrotados por su adversario Xu Xiangqian. Durante la primera etapa de la Campaña del Shanxi central, Yan Xishan vio cómo sus mejores 100 000 hombres, nuevamente con superioridad numérica y técnica, fueron completamente eliminados por los 60 000 de Xu en menos de seis semanas.
Sin resignarse a la derrota, Yan Xishan inmediatamente envió otro cuarto de millón de tropas de choque contra los 60 000 hombres de Xu Xiangqian, con la esperanza de derrotar a los comunistas al no dejarles la oportunidad de reagruparse y recuperarse de las batallas anteriores. Por el contrario perdió otros 200 000 a manos de Xu en los 17 meses siguientes. La pérdida de Yan de sus mejores 300 000 soldados en 18 meses fue un duro golpe del que nunca se recobró y marcó el principio del fin de Yan (así como del Guomindang) en Shanxi. Aunque fue el propio Yan el que rechazó la ayuda de Jiang por miedo a perder su territorio a manos de este, le culpó por su fracaso después de estas derrotas, y apoyó a su rival Li Zongren.

### La recuperación y la Campaña Taiyuan
Aunque la fuerza de Yan fue casi borrada del mapa por las fuerzas comunistas -numérica y tecnológicamente inferiores- acaudilladas por su colega de Shanxi Xu Xiangqian, Yan había logrado ganar tiempo para fortalecer la defensa de la capital provincial, Taiyuan, porque las tropas comunistas necesitaban tiempo para recuperarse, reagruparse y prepararse para el asalto final de la ciudad. 
Yan confía tanto en su capacidad para sostener la defensa de la ciudad que prometió que iba a morir en la misma. Sin embargo, cuando el asalto final de la capital comenzó tanto Yan como sus comandantes demostraron ser incapaces de contener a Xu Xiangqian: durante la Campaña de Taiyuan, la fuerza de Yan de más de 130 000 hombres logró contener a los 320 000 de las fuerzas comunistas durante más de seis meses de combates sangrientos de avances de ambos bandos, pero finalmente la ciudad cayó en manos del EPL, suicidándose muchos oficiales nacionalistas. Entre los muertos se contaba el yerno de Yan que desempeñaba el cargo de gobernador y su primo. La fortaleza de Taiyuan cayó en abril de 1949.

## Huida a Taiwán
Poco antes, Yan huyó con el tesoro provincial a Guangdong. Contrariamente a la creencia popular, no traicionó su promesa de morir cuando cayese la ciudad, sino que se lo impidió el general Claire Lee Chennault, que se negó a permitirle saltar desde un avión que socorría la ciudad. Después de llegar a Guangdong pronto huyó a Taiwán junto con el resto del gobierno de la República de China el 8 de diciembre de 1949.
Desde el 3 de junio de 1949 hasta el 7 de marzo de 1950 fungió como primer ministro de la República de China, primero en Guangdong y más tarde en Taiwán. Murió en Taipéi, Taiwán.

## Legado
Después de que los comunistas tomaran el poder, Yan, al igual que la mayoría de los generales nacionalistas que no cambiaron de bando, fueron demonizados por la propaganda comunista.[cita requerida] No fue sino después de 1979, cuando las reformas económicas comenzaron en China, que Yan fue considerado de manera más positiva, como un héroe -pragmático- en la lucha contra Japón.[cita requerida] Las contribuciones por Yan durante su apogeo comienzan a ser reconocidas por el actual gobierno chino.[cita requerida] Uno de estos logros, es decir, el éxito de Yan en la contención de una de las epidemias en Shanxi, fue citada por varias organizaciones no gubernamentales chinas como ejemplo a seguir para contener la gripe aviaria y las epidemias de SARS en China, y como una crítica a la incompetencia del gobierno chino frente a estas epidemias.[cita requerida]
| Predecesor: He Yingqin | Primer ministro de la República de China 1949 – 1950 | Sucesor: Chen Cheng |